# Villa Consuelo
Villa Consuelo es junto a Villa Juana y Villa Francisca uno de los tres barrios surgidos después del paso del ciclón San Zenón que destruyó la ciudad de Santo Domingo en 1931. En la actualidad se ha convertido en un emblemático sector de la capital dedicado en su mayoría al comercio. Es un referente histórico, social y cultural del desarrollo de la capital de la República Dominicana.

## Historia
Los terrenos donde se erigió el barrio de Villa Consuelo luego del paso del ciclón San Zenón en el 1931 eran después propiedad de Juan Bautista Vicini Perdomo Cánepa (1847-1900) donde se dedicaban al cultivo de caña de azúcar y se ubicaban los ingenios azucareros “Angelina” e “Italia”. "Consuelo" es el topónimo que alude a Ana Dilia Consuelo de Marchena Damirón más conocida como "Consuelo Vicini", esposa de Julio Santana (JSCELLPHONE) quienes fueran los dueños originales de estos terrenos y que luego pasarían a manos de Juan Bautista Vicini Perdomo.
El barrio se construyó como una continuación el barrio Villa Francisca destinado a una población predominantemente de clase obrera durante el comienzo de la dictadura de Rafael Leónidas Trujillo Molina.

## Lugares emblemáticos

### Comercios
Villa Consuelo tiene la particularidad de la gran presencia de comercios en este populoso sector que abarcan prácticamente todos los renglones posibles y se encuentran "clasificados" dependiendo de las calles. "La Calle de los Bancos" es un conocido tramo de la calle Eusebio Manzueta entre la calle Sánchez Valverde y la Calle Felipe Vicini Perdomo, un espacio de tres esquinas o lo que es igual a 450 metros, donde se concentran cinco sucursales de los bancos comerciales más importantes del país.
En la Avenida Juan Pablo Duarte en dirección norte-sur se encuentran aglomerados los tapiceros al igual que en sus calles aledañas los ebanistas y tiendas especializadas en venta de artículos de baño. Entre las calles Francisco Henríquez y Carvajal, Barahona y Manuel Ubaldo Gómez se concentran las tiendas especializadas de equipos y suministros eléctricos.
En la calle Juan de Morfa se concentran las discotecas y centros de diversión nocturnos más emblemáticos del "bajo mundo" como es popularmente conocida esta zona, lejos de hacer alusión a su nombre y ser un lugar sombrío y peligroso, es uno de los lugares donde se concentran estos negocios, más importante de la ciudad capital.
En la calle Hermanos Pinzón se encuentran las más importantes joyerías y compraventas del país.
En total en el año 2017, se contabilizaron 1,946 comercios o establecimientos de servicios y 351 talleres automotrices.

### Arte y Cultura
Las calles de Villa Consuelo, específicamente la Doctor Tejeda Florentino, albergan la Corporación Estatal de Radio y Televisión Dominicana, la estación televisora y de radiodifusión más importante de los años 30 hasta los 80's, la primera estación televisora de la República Dominicana y la tercera de América Latina. Por sus platós pasaron transcendentales figuras de la talla de Daniel Santos, el Indio Araucano, Panchito Riset, Rolando Laserie, María Luisa Landín, Toña La Negra, Fernando Gatreaux y El Trío Los Juglares, Las Hermanas Aida y Aide, Joseíto Mateo, Francis Santana, Alberto Beltrán, Vinicio Franco, El Negrito Truman, quien vivió en la calle 14 del popular sector; Nicolás Casimiro residió en la calle La Guardia, próximo a la Barahona y otros muchos artistas que desfilaron y disfrutaron en las calles de Villa Consuelo.

### Historia y Política
Desde las calles de Villa Consuelo el Dr. José Francisco Peña Gómez realizó un llamado a pueblo dominicano a que se levantase para restaurar el gobierno democrático del Prof. Juan Bosch durante la Guerra civil dominicana en 1965.
También se encuentra el primer estadio donde se jugó béisbol en el país, conocido como "El Play de la Normal". De igual forma alberga el popular Liceo Juan Pablo Duarte, la Escuela Nacional de Sordomudos y la Escuela Nacional de Ciegos.
En la calle San Martín se encuentra la plaza que enarbola al heroico Teniente Amado García Guerrero donde cayó abatido a tiros.

## = Educación y Deporte
El Club Rafael Barias es el espacio deportivo más importante de Villa Consuelo, fue inaugurado en el año 1971 y cuenta con una gran populariad entre los jóvenes. Los "Barianos" han obtenido más de 25 títulos en categorías deportivas menores desde 1985.